# Doctor Online
Doctor Online ist ein Lied der Synth-Rock-Band Zeromancer, das die Gruppe 2001 als Vorab-Single zu ihrem zweiten Album Eurotrash veröffentlichte. 

## Hintergrund und Veröffentlichungen
Das Stück Doctor Online entstand in der Ausarbeitung des zweiten Studioalbums Eurotrash. Bassist Kim Ljung schrieb Musik und Text, das Arrangement übernahm die Band hingegen gemeinschaftlich. Das Album wurde in verschiedenen Musikstudios eingespielt, eine konkrete Benennung des Aufnahmeortes des Stücks blieb indes aus. So werden für die Aufnahmen die Stockholmer Polar Studios, Das Studio Lydlab und die Waterfall Studios in Oslo sowie das Heimstudio der Band Helterspace Studios benannt. Die Musikproduktion übernahm die Gruppe gemeinsam mit Stefan Glaumann, unterstützt von mehreren Tontechnikern. Die Band bestand zur Aufnahme aus dem Bassisten Ljung, dem Schlagzeuger Noralf Ronthi, dem Gitarristen Chris Schleyer, dem Keyboarder Erick Ljunggren und dem Sänger Alex Moklebust.
EastWest veröffentlichte Doctor Online als Single am 3. September 2001 (Katalognummer: 0927-41019-2) und finanzierte ein Musikvideo zum Stück. Die Regie übernahm Alexander Diezinger. Das Album erschien am 1. Oktober des gleichen Jahres (Katalognummer: 0927-41009-2).
Als Single konnte sich Doctor Online nicht in den Charts platzieren. Das Lied entwickelte sich allerdings zu einer bekannten Bandhymne. Die Resonanz in der Zeit der Veröffentlichung fiel indes gespalten aus. Insbesondere wurde der Text, sowohl als Szene-als Klischee wie auch als ernsthafte Anregung zum Suizid, kritisiert. In weitere Rezensionen wurde das Stück allerdings als „(Tanzflächen-)Feger“ bei dem „gleich zu Beginn richtig die Post ab[ginge]“ und der „nur so über den Hörer hinwegbrause[…]“ gelobt.

## Musik und Text
Doctor Online ist ein energiegeladener Synth-Rock-Song. Er wurde im 4/4-Takt mit 130 BpM im Grundton C-Moll geschrieben. Dabei wird die Musik mit jener von Marilyn Manson verglichen. Als weitere Einflüsse werden Depeche Mode, Rammstein und die zeitnahen Veröffentlichungen von Paradise Lost ausgemacht.
Aus Erfahrungen im Freundes- und Bekanntenkreis heraus schrieb Ljung den sarkastischen Text zum Thema Suizid, da es zu den gesellschaftlichen Tabus zähle darüber zu sprechen. Der Titel Doctor Online ist einer norwegischen Website entlehnt. Diese Seite war ursprünglich gedacht um Menschen mit gesundheitlichen Problemen und Fragestellungen zu helfen.

„You could send questions to doctors online and they answered. They helped a lot of young people. But it turned out that some people used it to make suicide acts. It didn’t turn out the way the doctors thought it should be…“

„Man konnte Ärzten online Fragen stellen, und sie antworteten. Das hat vielen jungen Leuten geholfen. Aber es stellte sich heraus, dass einige Leute sie für Selbstmordversuche nutzten. Es ist nicht so gelaufen, wie die Ärzte es sich vorgestellt hatten…“

Ljung verfasste den Text als Kritik an dem Verlust der direkten menschlichen Interaktion bei medizinischen und psychologischen Fragestellungen. So überspitzte er die Idee hin zu einer Hilfs-Hotline die zu unterschiedlichen Möglichkeiten der Selbsttötung berät. Dabei wird die Diskrepanz zwischen einer immer schnelllebigen Welt und dem zunehmenden Verlust menschlichen Kontakts in den Strophen als unerfülltes Bedürfnis benannt. Der Refrain hingegen weist auf die Option hin durch die Hilfe von „Doctor Online“ zu sterben. Dieser sei unter durch einen Anruf unter der Nummer 1-800-SUICIDE erreichbar. In der Bridge wird ein von Denise Schomaker gesprochener Text eingebunden. Dieser Text entspricht einem Auswahlmenü einer Telefon-Hotline. Zur Wahl gestellt werden dabei diverse Varianten zum Suizid.

„Thank you for calling 1-800-SUICIDE

If you wish to self terminate by electric shock - press one

For termination by overdose - press two

If you would like to make a reservation at the end of our drowning pool - please press three

For termination by hanging - please press four

For death by self inflicting gunshot - press five

To speak to a representative, stay online

If you don't wish to die - please hang up now“

## Titelliste der Single
1. Doctor Online (Album Version): 3:18
2. Doctor Online (Rico Remix): 4:41
3. Fractured: 4:23